# Liste der Gouverneure von Kiautschou

Flagge des deutschen Gouverneurs von Kiautschou (1898–1914)

Kiautschou war von 1897 bis 1914 ein deutsches Pachtgebiet in der chinesischen Provinz Shandong. Die Leitung der Verwaltung lag bei einem Marineoffizier mit dem Titel Gouverneur, der dem Staatssekretär des Reichsmarineamts, Alfred von Tirpitz, verantwortlich war. Im Ersten Weltkrieg und in den ersten Nachkriegsjahren wurde Kiautschou durch Statthalter Japans verwaltet, ehe es zurück an China ging.

## Deutsche Verwaltung (1897–1914)
Die Reihe der Gouverneure – einschließlich Militärverwalter vor der Pachtung – war folgende:
| Amtszeit                          | Rang             | Name                 | Porträt | Anmerkung                                                                        |
| --------------------------------- | ---------------- | -------------------- | ------- | -------------------------------------------------------------------------------- |
| November 1897 bis Dezember 1897   | Kapitän zur See  | Hugo Zeye            |         | Militärgouverneur (Befehlshaber der Landstreitkräfte)                            |
| Dezember 1897 bis Februar 1898    | Kapitän zur See  | Felix Stubenrauch    |         | Militärgouverneur (Befehlshaber der Landstreitkräfte)                            |
| Februar 1898 bis April 1898       | Korvettenkapitän | Oskar von Truppel    |         | Militärgouverneur (Befehlshaber der Landstreitkräfte)                            |
| Beginn der Pachtung im April 1898 |                  |                      |         |                                                                                  |
| April 1898 bis Februar 1899       | Kapitän zur See  | Carl Rosendahl       |         | erster regulärer Gouverneur                                                      |
| Februar 1899 bis Januar 1901      | Kapitän zur See  | Paul Jaeschke        |         | verstarb im Amt                                                                  |
| Januar 1901 bis Juni 1901         | Kapitän zur See  | Max Rollmann         |         | provisorisch mit der Wahrung der Amtsgeschäfte beauftragt                        |
| Juni 1901 bis April 1911          | Kapitän zur See  | Oskar von Truppel    |         | mehrfach wurde von Truppel durch den Kapitän zur See Ernst van Semmern vertreten |
| November 1911 bis November 1914   | Kapitän zur See  | Alfred Meyer-Waldeck |         | ging 1914 in japanische Kriegsgefangenschaft                                     |

## Japanische Verwaltung (1914–1922)

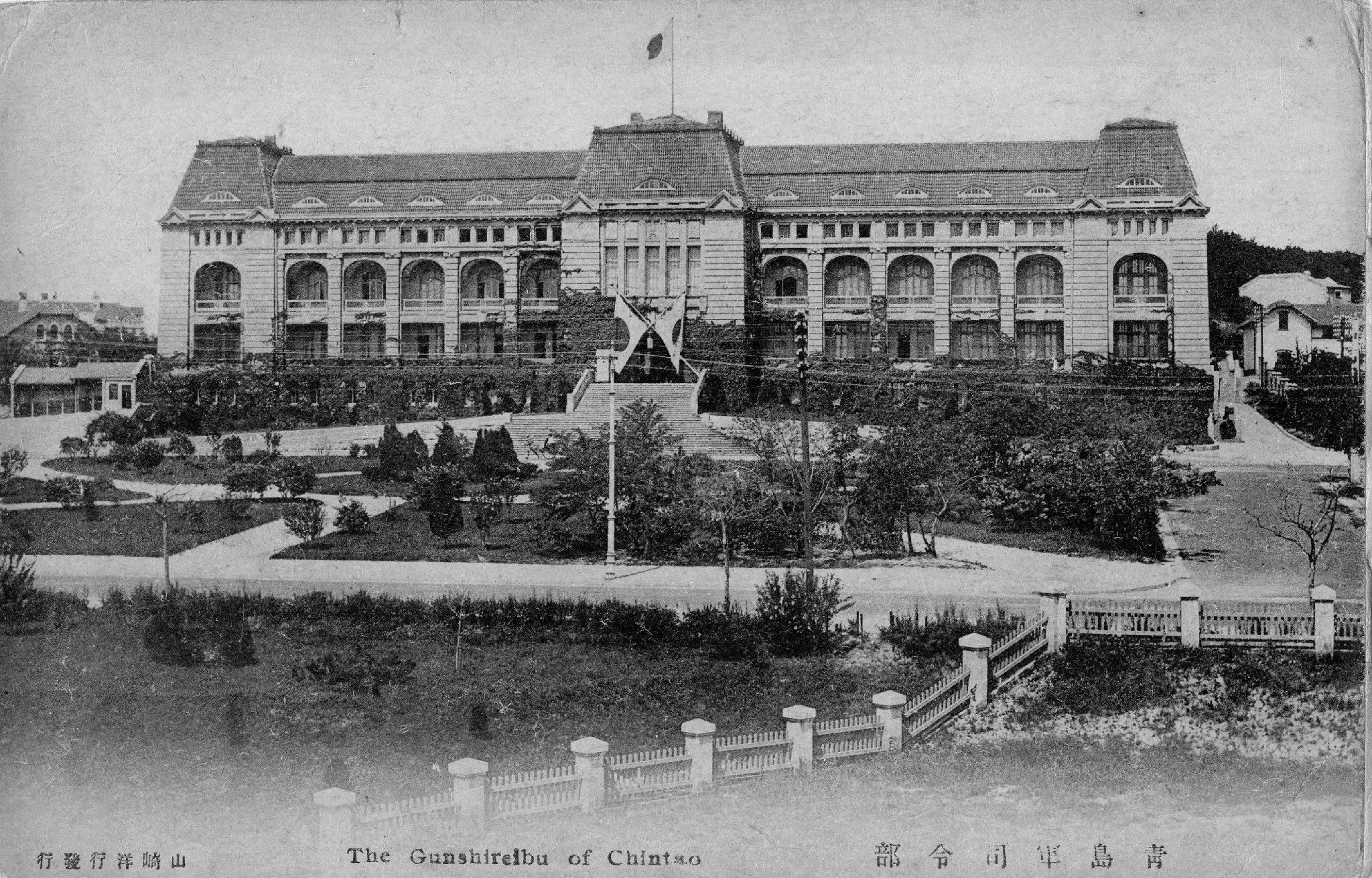
Japanische Nutzung des Tsingtauer Gouvernementsgebäudes als militärisches Hauptquartier (Foto ca. 1914–1919).

Nach der Besetzung des Kiautschou-Gebietes wurde eine japanische Militärverwaltung und Garnison eingerichtet. Noch während des Ersten Weltkrieges schuf Japan auch eine zivile Verwaltung. Die eigentliche Macht lag jedoch weiterhin bei den Militärbehörden. Im Jahr 1922 gab Japan die Kolonie auf Druck der Vereinigten Staaten an China zurück. Von 1938 bis 1945 war das Gebiet erneut japanisch besetzt.
Die Reihe der japanischen Militärgouverneure bzw. Garnisonskommandanten bis 1922 ist folgende:
| Amtszeit                                      | Rang            | Name               | Porträt | Anmerkung                                                          |
| --------------------------------------------- | --------------- | ------------------ | ------- | ------------------------------------------------------------------ |
| 1914 bis 1915                                 | General         | Kamio Mitsuomi     |         | Militärgouverneur bzw. Kommandant der japanischen Garnison Qingdao |
| 1915 bis 1917                                 | General         | Otani Kikuzo       |         | Militärgouverneur bzw. Kommandant der japanischen Garnison Qingdao |
| 1917 bis 1918                                 | Generalleutnant | Hongo Fusataro     |         | Militärgouverneur bzw. Kommandant der japanischen Garnison Qingdao |
| 1918 bis 1919                                 | Generalleutnant | Ōshima Ken’ichi    |         | Militärgouverneur bzw. Kommandant der japanischen Garnison Qingdao |
| 1919 bis 1922                                 | General         | Yui Mitsue         |         | Militärgouverneur bzw. Kommandant der japanischen Garnison Qingdao |
| parallele Zivilverwaltung (ab September 1917) |                 |                    |         |                                                                    |
| September 1917 bis Dezember 1922              |                 | Akiyama Masanosuke |         | ziviler Kommissar und Gouverneur                                   |